# Mount Smart (Antarktika)
Mount Smart ist ein rund 1500 m hoher Berg im westantarktischen Ellsworthland. Im südwestlichen Teil der Sweeney Mountains, konkret in den Pinnock-Nunatakkern, ragt er 6 km südwestlich des Mount Ballard auf.
Der United States Geological Survey kartierte ihn anhand eigener Vermessungen und mittels Luftaufnahmen der United States Navy zwischen 1961 und 1967. Das Advisory Committee on Antarctic Names benannte den Berg 1968 nach Robert G. Smart (1930–2008), Koch auf der Eights-Station im Jahr 1965.